# Campionato italiano di hockey su ghiaccio 2023-2024
Il Campionato italiano di hockey su ghiaccio 2023-2024 è la 90ª edizione dei tornei nazionali italiani di hockey su ghiaccio. 
Come nella stagione precedente, tre squadre italiane (Asiago Hockey, HC Bolzano e HC Val Pusteria) non sono iscritte ad alcun livello del campionato italiano partecipando invece al campionato internazionale della ICE Hockey League.

## Struttura
I tornei sono strutturati nei seguenti livelli:
| Livello | Denominazione campionato                           | Partecipanti                                        |                                                     |
| ------- | -------------------------------------------------- | --------------------------------------------------- | --------------------------------------------------- |
| 1º      | Italian Hockey League - Serie A Alps Hockey League | 7 16 (7 squadre italiane, 7 austriache e 2 slovene) | 7 16 (7 squadre italiane, 7 austriache e 2 slovene) |
| 2º      | Italian Hockey League                              | 11                                                  |                                                     |
| 3º      | Italian Hockey League - Division I                 | 8                                                   |                                                     |

## Italian Hockey League - Serie A / AHL

### Serie A
Restano le medesime le sette le squadre italiane partecipanti alla AHL, che si giocano anche il titolo italiano. Il titolo italiano sarà assegnato con una serie di play-off tra le prime quattro squadre di una speciale classifica che tiene conto dei soli scontri diretti tra squadre italiane durante la regular season della Alps Hockey League.

### AHL
Sono salite a 16 le partecipanti complessive al torneo tranfrontaliero di AHL: oltre ad essere state confermate le quindici partecipanti della stagione precedente, per la prima volta si è iscritta al campionato la slovena HK Celje.

## Italian Hockey League
Il numero di iscritti alla IHL è cresciuto ad undici: dalla IHL - Division I è stato promosso il Feltreghiaccio, finalista perdente della stagione precedente, che ha approfittato della rinuncia dei campioni dell'Hockey Club Piné.

## Italian Hockey League - Division I
Il numero di iscritte alla terza serie è calato in maniera così netta da costringere la federazione a ripristinare un unico girone nazionale invece dei due zonali. Oltre al Feltreghiaccio, promosso in IHL, hanno infatti rinunciato i modenesi del Fanano (a seguito della decisione dello sponsor di accordarsi con gli Aosta Gladiators, che hanno cambiato nome in Ares Sport) e i piemontesi del Real Torino. Gli Old Boys Milano hanno invece siglato un accordo coi Devils di Sesto San Giovanni, presentando una nuova squadra, l'Hockey Club Milano Devils.

## Supercoppa italiana
La Supercoppa Italiana 2023 è stata una sfida tra due squadre che non avevano mai vinto il trofeo: il Cortina campione d'Italia e il Varese vincitore della Coppa Italia.
| Arbitri: | Alex Lazzeri Omar Piniè |

| |           |                 |
| Di Tomaso (L. Zanatta) 10:17 Di Tomaso (L. Zanatta, Traversa) 12:01 Alverà (Cuglietta) 38:39 M. Zanatta (Sanna, Barnabò) 44:15 | Marcatori | 20:21 M. Borghi |